# Grand Prix Francji 1967
Grand Prix Francji 1967 (oryg. Grand Prix de l'ACF) – piąta runda Mistrzostw Świata Formuły 1 w sezonie 1967, która odbyła się 2 lipca 1967, po raz pierwszy na torze Bugatti Circuit.
53. Grand Prix Francji, 17. zaliczane do Mistrzostw Świata Formuły 1.

## Klasyfikacja
| Legenda oznaczeń w tabelach wyników Wyświetl szablon na nowej stronie | Legenda oznaczeń w tabelach wyników Wyświetl szablon na nowej stronie                                                                     |
| Oznaczenie                                                            | Wyjaśnienie |
| --------------------------------------------------------------------- | --- |
| Złoty                                                                 | Zwycięzca lub mistrzostwo |
| Srebrny                                                               | 2. miejsce lub wicemistrzostwo |
| Brązowy                                                               | 3. miejsce lub II wicemistrzostwo |
| Zielony                                                               | Ukończył, punktował (w klasyfikacji generalnej, gdy zdobył co najmniej jeden punkt na przestrzeni sezonu, poza trzema powyższymi opcjami) |
| Niebieski                                                             | Ukończył, nie punktował (w klasyfikacji generalnej, gdy nie zdobył co najmniej jednego punktu na przestrzeni sezonu)                      |
| Czerwony                                                              | Nie zakwalifikował się (NZ) |
| Czerwony                                                              | Nie prekwalifikował się (NPK) |
| Różowy                                                                | Nie ukończył (NU) |
| Różowy                                                                | Niesklasyfikowany (NS) (w klasyfikacji generalnej, gdy nie został sklasyfikowany w żadnym wyścigu sezonu)                                 |
| Czarny                                                                | Zdyskwalifikowany (DK) |
| Czarny                                                                | Wykluczony (WYK/EX) |
| Biały                                                                 | Nie wystartował (NW) |
| Biały                                                                 | Kontuzjowany (K/INJ) |
| Biały                                                                 | Wyścig odwołany (OD/C) |
| Bez koloru                                                            | Został wycofany (WYC/WD) |
| Bez koloru                                                            | Nie przybył (NP/DNA) |
| Bez koloru                                                            | Nie brał udziału w treningach (NT/DNP) |
| Bez koloru                                                            | Nie został zgłoszony (–) |
| Pogrubienie                                                           | Start z pole position |
| Kursywa                                                               | Najszybsze okrążenie wyścigu |
| †                                                                     | Nie ukończył, ale jego rezultat został zaliczony ze względu na przejechanie więcej niż 90% dystansu wyścigu.                              |
| *                                                                     | Sezon w trakcie |
| 1/2/3                                                                 | Punktowana pozycja w sprincie kwalifikacyjnym                                                                                             |
| Lista systemów punktacji Formuły 1                                    | |

Źródło: F1Ultra
| Poz. | Nr. | Kierowca        | Konstruktor     | Okrążenia | Czas/powód NU      | Poz. start. | Punkty |
| ---- | --- | --------------- | --------------- | --------- | ------------------ | ----------- | ------ |
| 1    | 3   | Jack Brabham    | Brabham-Repco   | 80        | 2:13:21.3          | 2           | 9      |
| 2    | 4   | Denny Hulme     | Brabham-Repco   | 80        | + 49.5             | 6           | 6      |
| 3    | 10  | Jackie Stewart  | BRM             | 79        | + 1 okrążenie      | 10          | 4      |
| 4    | 18  | Jo Siffert      | Cooper-Maserati | 77        | + 3 Okrążeń        | 11          | 3      |
| 5    | 15  | Chris Irwin     | BRM             | 76        | Silnik             | 9           | 2      |
| 6    | 14  | Pedro Rodríguez | Cooper-Maserati | 76        | + 4 Okrążeń        | 13          | 1      |
| NS   | 16  | Guy Ligier      | Cooper-Maserati | 68        | Nie sklasyfikowany | 15          |        |
| NU   | 2   | Chris Amon      | Ferrari         | 47        | Przepustnica       | 7           |        |
| NU   | 9   | Dan Gurney      | Eagle-Weslake   | 40        | Wyciek paliwa      | 3           |        |
| NU   | 12  | Jochen Rindt    | Cooper-Maserati | 33        | Silnik             | 8           |        |
| NU   | 8   | Bruce McLaren   | Eagle-Weslake   | 26        | Zapłon             | 5           |        |
| NU   | 6   | Jim Clark       | Lotus-Ford      | 23        | Różne              | 4           |        |
| NU   | 17  | Bob Anderson    | Brabham-Climax  | 16        | Zapłon             | 14          |        |
| NU   | 7   | Graham Hill     | Lotus-Ford      | 13        | Różne              | 1           |        |
| NU   | 11  | Mike Spence     | BRM             | 9         | Wał prz. napędu    | 12          |        |